# Марина-ди-Джойоза-Йоника
Марина-ди-Джойоза-Йоника (итал. Marina di Gioiosa Ionica) — коммуна в Италии, располагается в регионе Калабрия, в провинции Реджо-Калабрия.
Население составляет 6521 человек (2008 г.), плотность населения составляет 435 чел./км². Занимает площадь 15 км². Почтовый индекс — 89046. Телефонный код — 0964.
Покровителем коммуны почитается святитель Николай Мирликийский, празднование 6 декабря и в последнее воскресение июля.

## Демография
Динамика населения:

## Администрация коммуны
- Официальный сайт: http://www.comune.marinadigioiosaionica.rc.it/